# Acid shikimic
Acidul shikimic (adesea sub forma anionului shikimat) este un acid carboxilic, ciclitol și derivat de ciclohexenă și este un important precursor în biochimia plantelor și a microorganismelor. Numele său derivă de la floarea shikimi (シキミ, Illicium annisatum, cu originea în Japonia) de unde a fost izolat prima oară în 1885 de către Johan Fredrik Eykman. Elucidarea structurii sale chimice a fost realizată aproape 50 de ani mai târziu.

## Importanță
Joacă un rol important în biosinteza:
- aminoacizilor aromatici fenilalanină și tirozină, prin calea acidului shikimic;
- indolului, a derivaților acestuia și a triptofanului;
- mai multor alcaloizi și alți metaboliți aromatici;
- taninuri, flavonoide și lignine.

Mai nou are aplicație în industria farmaceutică, fiind una din materiile de bază pentru sinteza oseltamivirului. Pe calea aminoshikimatului el se transformă în acid aminoshikimic care este materia primă pentru sinteza inhibitorilor de neuraminidază și dar și a altor medicamente.